# Berlin-Wannsee
Wannsee is een stadsdeel in het uiterste zuidwesten van Berlijn, gelegen in het district Steglitz-Zehlendorf. Het stadsdeel telt ruim 10.000 inwoners en behoort tot de welvarendste van de Duitse hoofdstad: het beeld wordt bepaald door grote vrijstaande huizen, jachthavens en veel groen. Wannsee ligt hoofdzakelijk op een eiland, dat omsloten wordt door de Havel, de Großer Wannsee (waaraan het zijn naam dankt), het Griebnitzkanal (Kleiner Wannsee - Pohlesee - Stölpchensee) en de Griebnitzsee. Tot het stadsdeel behoren daarnaast een deel van het gebied ten oosten van de Großer Wannsee, de kernen Albrechts Teerofen en Kohlhasenbrück, de voormalige exclave Steinstücken en het Pfaueninsel. De kern Klein Glienicke, gelegen aan de zuidwestrand van het eiland, hoort echter niet bij Wannsee, maar is een wijk van de Brandenburgse hoofdstad Potsdam.
Wannsee ontleent bekendheid aan de waterrecreatie rond de Großer Wannsee (hoewel het populaire Strandbad Wannsee eigenlijk in het naburige stadsdeel Nikolassee ligt) en de beruchte Wannseeconferentie die de nazi's er hielden in 1942.

## Geschiedenis
De eerste woonkern op het eiland was het dorp Stolpe, gelegen ten noorden van de Stölpchensee en gesticht rond het begin van de 14e eeuw. Het gebied was tot in de 19e eeuw grotendeels onbebouwd, maar met het inzetten van de industrialisering trokken steeds meer welvarende Berlijners uit de kernstad naar de randen. In 1863 verwierf de bankier Wilhelm Conrad een hotel in Stolpe en in de jaren die volgden breidde hij zijn bezit door aankoop van land steeds verder uit. In 1870 liet Conrad het hotel afbreken om plaats te maken voor de Villa Alsen. De bouw van dit landhuis zou het startschot vormen voor het ontstaan van een nieuwe villawijk: Colonie Alsen.

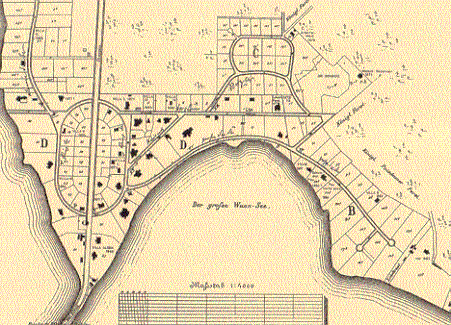
Kaart van de Colonie Alsen, 1883

Reeds twee jaar eerder, in 1868, was de verkoop van land in de Colonie Alsen begonnen. Het stedenbouwkundige plan was afkomstig van landschapsarchitect Gustav Meyer, die eerder als Städtischer Gartendirector (hoofd van de Berlijnse parkaanlegdienst) onder meer het Volkspark Friedrichshain en de Kleiner Tiergarten had ontworpen. In 1872 telde de Colonie al twaalf nieuwe villa's en was de groei in volle gang. In 1874 begon de bebouwing van het vasteland op de oostoever van de Großer Wannsee, waar veelal nog grotere landhuizen verrezen dan in de Colonie Alsen. In hetzelfde jaar kwam de Wannseebahn in gebruik, een spoorlijn die de nieuwe wijken een snelle verbinding met het centrum van Berlijn bood. Terwijl de villa's in Wannsee aanvankelijk vooral als zomerhuizen bedoeld waren, begon men de huizen rond 1900 aan te passen voor permanente bewoning.
De villakolonies Alsen en Wannsee en het dorp Stolpe werden in 1898 samengevoegd in de nieuwe gemeente Wannsee. Bij de vorming van Groot-Berlijn in 1920 werd deze gemeente onderdeel van het Berlijnse district Zehlendorf. De groei van Wannsee was inmiddels gestagneerd door concurrentie van nieuwe villawijken in onder meer Dahlem, Schlachtensee en Nikolassee.

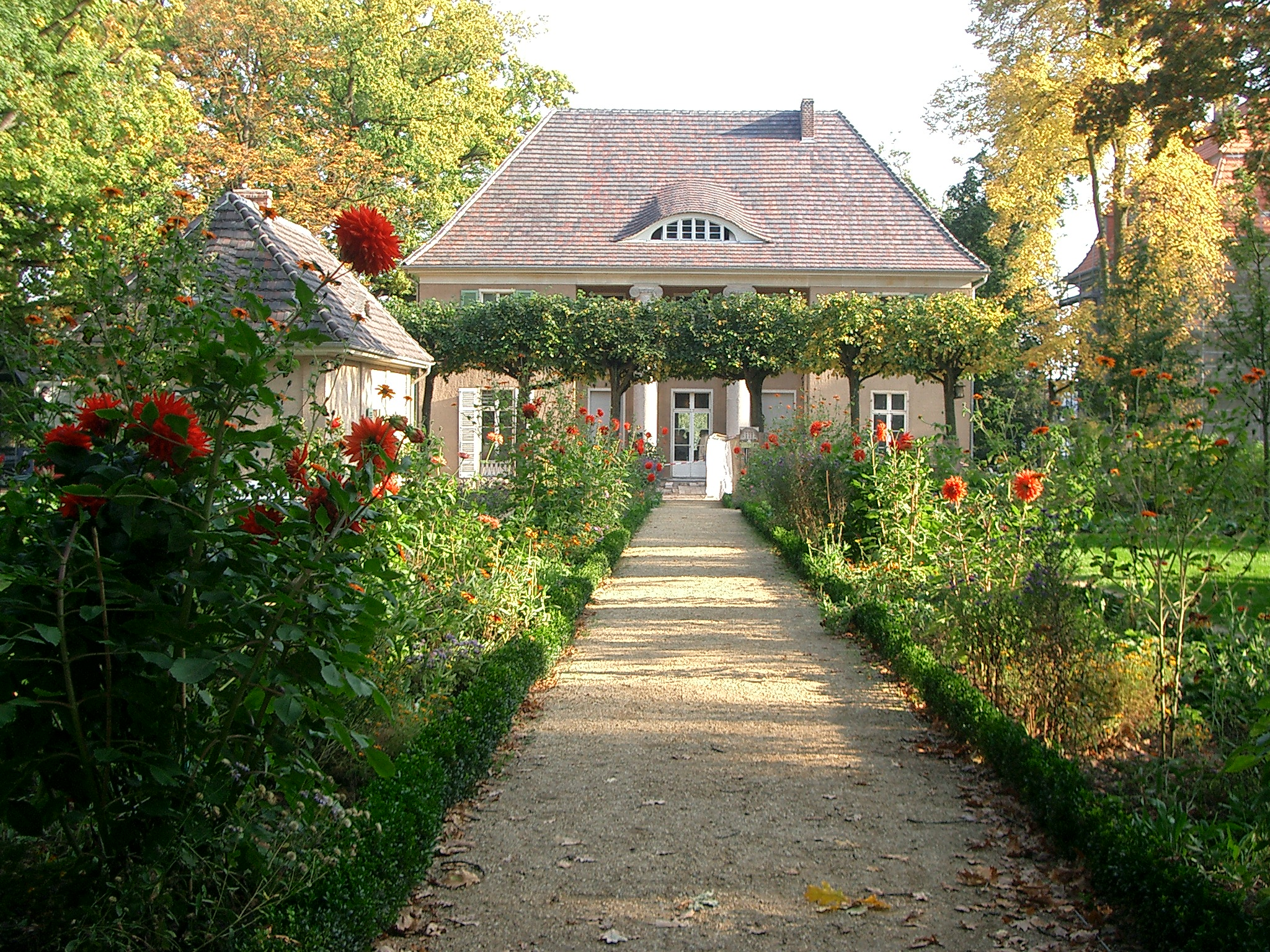
Liebermann-Villa

Na de machtsovername door de nationaalsocialisten werden vele Joodse bewoners gedwongen Wannsee te verlaten. Onteigende huizen kwamen in handen van prominente nazi's. In 1942 vond in een villa in Wannsee de Wannseeconferentie plaats, waar werd gesproken over de zogenaamde Endlösung der Judenfrage, de massale vernietiging van het Joodse volk. Aan het einde van de Tweede Wereldoorlog was Wannsee een van de laatste bastions die door het Rode Leger werden ingenomen.
Na de oorlog vonden ziekenhuizen en geallieerde diensten een tijdelijk onderdak in de verlaten villa's. Vanaf de zeventiger jaren van de twintigste eeuw werd er opnieuw op grote schaal gebouwd in Wannsee. Veel van de negentiende-eeuwse villa's werden hierbij afgebroken.

## Verkeer
Het eiland wordt in oost-westrichting doorsneden door de Königstraße, onderdeel van Bundesstraße 1, die in het oosten via de Wannseebrücke aansluiting geeft op autosnelweg 115 en in het westen via de Glienicker Brücke naar Potsdam leidt. Drie andere bruggen die het eiland met het vasteland verbinden zijn de Alsenbrücke, de Hubertusbrücke en de Parkbrücke. In het oosten van het stadsdeel, nabij de Wannseebrücke, ligt het spoorweg- en S-Bahnstation Berlin-Wannsee, een van de belangrijkste knooppunten van het openbaar vervoer in het zuidwesten van de stad. Niet ver van hier bevindt zich bovendien de aanlegsteiger van veerdienst F10 naar het op de andere oever van de Havel gelegen Berlin-Kladow.